# Stralsund: Das Manifest
Das Manifest ist ein deutscher Fernsehfilm von Alexander Dierbach aus dem Jahr 2021. Es handelt sich um den siebzehnten Filmbeitrag der ZDF-Samstagskrimireihe Stralsund. In den Hauptrollen der Ermittler agieren neben Katharina Wackernagel und Alexander Held Karim Günes und Johannes Zirner. Die Erstausstrahlung der Episode erfolgte am 28. August 2021 im ZDF.

## Handlung
Dominik Euler versorgt seine kranke Mutter Lotte Brunner. Die scheint zu ahnen, dass ihr nicht mehr viel Lebenszeit bleibt, und möchte noch eine Sache geregelt wissen. Sie übergibt Dominik einen Stapel Akten, die er verschwinden lassen soll. Um was es sich dabei handelt und woher die Akten stammen, erklärt sie ihm nicht.
Sechs Monate später erhält der Wirtschaftsanwalt Johannes Kellermann Besuch von Jens Roberts. Jens Roberts ist offenbar eine Art Handlanger für die Drecksarbeit. In herablassendem Ton erhält er von Johannes Kellermann die Anweisung, ihm jemanden vom Halse zu schaffen und zu verschwinden, sobald die Sache erledigt ist. Johannes Kellermann wird ohne Vorwarnung von Jens Roberts rücklings erschossen.
Dominik Euler taucht vor dem Haus Kellermanns auf. Er hat die Akten dabei, die er von seiner Mutter erhalten hatte. Statt zu klingeln schaut er sich zunächst auf dem Anwesen um und sieht durch ein Fenster Jens Roberts über der Leiche von Johannes Kellermann. Er wird entdeckt und muss fliehen. Jens Roberts folgt ihm und zielt auch auf ihn, kommt aber nicht mehr zum Schuss. Jedoch hat er das Kennzeichen seines Wagens erkannt. Er telefoniert mit einem Unbekannten, der offenbar eine Halterabfrage für ihn machen kann. Kurze Zeit später wird er Dominik Eulers Wohnung durchsuchen, aus der er ein Notebook mitnimmt, welches er für einen ebenfalls Unbekannten in einer Garage deponiert. 
Dominik Euler deponiert die Akten in einem Schließfach am Bahnhof. Seinen Wagen lässt er dort stehen, sein Handy entsorgt er in einem Gully. Vor seinem Haus angekommen bemerkt er, dass seine Wohnung durchsucht wird. Er versucht, bei Barbara Wolf unterzutauchen, einer alten Freundin, die eine Gaststätte in der Nähe der Werft betreibt. Diese kann ihn aber nicht bei sich aufnehmen. Dominik Euler fragt nach ihrem Bruder, Dieter Wolf.
Dieter Wolf interessiert sich sehr für die Akten, als er erfährt, dass sie etwas mit der Tätigkeit der Treuhand nach 1989 zu tun haben. Er nimmt die Akten an sich und bringt Dominik Euler zunächst auf einem Bio-Bauernhof unter, den er einst gekauft hat und der unter anderem von Hanne Beckmann, Peter Gruber und Uwe Klawitter bewirtschaftet wird. Diese drei stellen sich schnell als Mitglieder einer rechtsnationalen Vereinigung heraus, die in einer Scheune Schießtrainings abhalten und sich „ihr Land“ zurückholen wollen. 
Die Ermittler haben inzwischen den Verdacht, dass Johannes Kellermann von Dominik Euler erpresst wurde, wissen aber noch nicht, worum es dabei ging. Karl Hidde findet in archivierten Akten, die eigentlich unter Verschluss stehen und zu denen er offenbar nur durch Beziehungen Zugang erhält, ein Pressefoto aus den Zeiten der Abwicklung der VEB Volkswerft Stralsund, auf dem neben Johannes Kellermann und zwei weiteren unbekannten Personen auch Manfred Wolf, der Vater von Barbara und Dieter Wolf, sowie Vera Hidde, die Ex-Frau von Karl Hidde, abgebildet sind. Manfred Wolf war seinerzeit Betriebsrat auf der Volkswerft, Vera Hidde seine Kollegin.
Karl Hidde zieht zunächst nur Nina Petersen ins Vertrauen und bittet sie, das Gespräch mit seiner Ex-Frau alleine führen zu dürfen. In diesem Gespräch erfährt er, dass Johannes Kellermann seinerzeit in der Werft ein und aus ging. Er habe sich als Freund der Belegschaft gegeben, die Werft dann aber meistbietend verhökert. Auch identifiziert sie eine der unbekannten Personen auf dem Foto als Jens Roberts, der wie Kellermanns Schatten gewesen sei.
Bei einem routinemäßigen Scan im Internet taucht ein Dokument auf, das Johannes Kellermann beschuldigt, als Handlanger der Eliten mit dafür verantwortlich zu sein, dass das Volk der DDR nach der Wende ausgeblutet ist. Sein Tod sei Erleichterung und Genugtuung für all jene, die ihre Jobs und ihre Würde verloren haben. Dieses nach einem Manifest klingende Dokument prophezeit den Tod der Medusa. Wer oder was diese Medusa ist, bleibt unklar.
Die Waffe, mit der Johannes Kellermann erschossen wurde, konnte einem Bernd Glöckner zugeordnet werden, der vor fünf Jahren als Mitglied einer linksextremen Vereinigung damit einen Polizisten angeschossen und dafür zweieinhalb Jahre abgesessen hat. Bei seiner damaligen Festnahme wurden zahlreiche Waffen gefunden, die damalige wie jetzige Tatwaffe blieb allerdings verschwunden. Von den Ermittlern jetzt nach deren Verbleib gefragt gibt er nur an, dass er sie seit Jahren nicht gesehen habe und man möge doch mal die Kollegen fragen, die damals bei der Hausdurchsuchung dabei waren. Er begründet das mit dem Vorwurf, dass Polizisten schließlich alle korrupt seien. Als Tatverdächtiger für den Mord an Johannes Kellermann kann er ausgeschlossen werden.
Mittlerweile hat sich Lutz Hagner in die Ermittlungen eingeschaltet. Er ist der Leiter des LKA und langjähriger Freund und beruflicher Mentor von Thomas Jung. Er interessiert sich besonders für Dominik Euler und möchte über alle Entwicklungen auf dem Laufenden gehalten werden. Nina Petersen und Karl Hidde haben allerdings das Gefühl, dass er nicht mit offenen Karten spielt.
Dominik Euler sorgt sich um die Sicherheit seiner Frau Isabell und seiner neunjährigen Tochter Annika. Tatsächlich taucht Jens Roberts nachts in deren Haus auf und macht heimlich Fotos der beiden. Von Jens Roberts ist inzwischen bekannt, dass er bei der NVA zum Scharfschützen ausgebildet wurde, dann ins MfS wechselte, bevor er von einem gewissen Hans Birske in den Bereich Kommerzielle Koordinierung geholt wurde. Wie viele Mitarbeiter der KoKo ging er nach der Wende zur Treuhand. Nach Hans Birske befragt, weicht er aus, ruft aber hinterher jemanden an und teilt ihm mit, dass die Polizei nach ihm gefragt hat. Offenbar ist Hans Birske der Unbekannte, für den Jens Roberts arbeitet. 
Dieter Wolf scheint von den Akten, die er von Dominik Euler erhalten hat, wie besessen zu sein. Er ist der Autor des Manifestes, was die Ermittler allerdings noch nicht wissen, und will die Akten nutzen, um die damaligen Akteure der Treuhand auffliegen zu lassen. Durch einen Vergleich der Sprachstile stößt der Techniker Stein auf die Web-Seite seines Bio-Bauernhofs. Als die Polizei dort auftaucht, werden dessen Bewohner nervös. Sie verlangen, dass Dominik Euler den Hof wieder verlässt, werden von Dieter Wolf aber in die Schranken gewiesen.
Jens Roberts hat finanzielle Probleme und Insiderwissen über die Vorgänge bei der Treuhand. Damit könnte auch er als Erpresser von Johannes Kellermann in Frage zu kommen. Als ihm auch noch die IP-Adresse zugeordnet wird, von der das Manifest vermeintlich geschickt wurde, scheint die Sache klar. Das SEK rückt an, findet ihn aber nur noch tot auf, erschossen mit der Waffe, mit der auch Johannes Kellermann getötet wurde. Alles sieht nach Selbstmord aus. Für Lutz Hagner und Thomas Jung ist der Fall damit abgeschlossen, Nina Petersen und Karl Hidde aber wollen an diese Version nicht recht glauben. Die Rolle von Dominik Euler ist noch immer nicht geklärt und dass Jens Roberts kurz vor seinem Tod noch dessen Tochter Annika entführt hat, um die Herausgabe der Akten zu erpressen, wissen bisher weder ihr Vater noch die Polizei. Die Handlung wird in der nächsten Episode Medusas Tod fortgesetzt.

## Produktionsnotizen
Die Dreharbeiten für Das Manifest erstreckten sich unter den vorgegebenen Corona-Arbeitsschutzauflagen vom 3. März 2020 bis zum 24. Juni 2020 und fanden in Stralsund, in Hamburg und Umgebung statt.